# جوروندی
جوروندی، روستایی از توابع بخش چنگ الماس شهرستان بیجار در استان کردستان ایران است. این روستا دارای انواع گیاهان دارویی از قبیل آویشن، چای کوهی،ریواس، قارچ محلی، گل گاوزبان، کاسنی، شیرین بیان، گل بابونه و... می باشد. قدمت روستا بسیار زیاد می باشد اما به دلیل رخدادهای زمانه چندین بار جابجا شده است. در حال حاضر مراسمات ایام نوروز و شب یلدا و مراسم عزاداری ایام محرم و فاطمیه در روستا برگزار می شود. افراد شاخص روستا:بهمن کامران، حسین الیاسی، سیدحسین رحیمی، رحیم رحمانپور، محمد الیاسی، شهید حبیب‌الله سوار، مرحوم سید اسماعیل حسینی، محمد برزگرزاده

## جمعیت
این روستا در دهستان بابارشانی قرار دارد و براساس سرشماری مرکز آمار ایران در سال ۱۳۸۵، جمعیت آن ۱۳۱ نفر (۲۸خانوار) بوده‌است.
این روستا در پایه یک کوه نسبتاً بلند قراردارد. این روستا دارای زمینهای حاصل خیزی است و محصول آن گندم است.